# 鲁道夫·卡拉乔拉
奥托·威廉·鲁道夫·卡拉乔拉是一名德国的赛车手。
卡拉乔拉三次赢得相当于现代世界一级方程式锦标赛前身的欧洲车手锦标赛，这个记录无人超越。他还三次赢得欧洲爬坡锦标赛，其中两次是驾驶跑车，一次是大奖赛赛车。卡拉乔拉在梅赛德斯-奔驰早期的银箭统治时期为其参赛，并为该公司创造了速度记录。他被德国公众亲切地称为“卡拉奇”，并以“雨战大师”的称号闻名，因其在湿滑的赛道上展现出高超的技术。
同20世纪30年代的多数德国赛车手一样，卡拉乔拉是纳粹准军事组织国家社会主义汽车军团的成员，但从未成为纳粹党员。二战结束后，他重返赛车界，但在1946年印第安纳波利斯500的排位赛中撞车。1952年的第二次复出又因在瑞士举行的跑车赛中的另一次撞车而中止。
1959年，他在卡塞尔因肝衰竭而去世。他被埋葬在瑞士，自20世纪30年代初以来他一直居住在那里。
卡拉乔拉与塔齐奥·努沃拉里、贝恩德·罗泽迈尔一样，被认为是战前大奖赛中最伟大的车手之一。